# Verwahrlosung
Verwahrlosung bezeichnet einen Zustand, in dem die Mindesterwartungen, die die Gesellschaft an eine Person stellt, nicht erfüllt sind. Der Begriff ist vor allem jugendhilferechtlich, soziologisch, zunehmend aber auch ökonomisch definiert.

## Gesellschaftliche Betrachtung
In Bezug auf den einzelnen Menschen wird Verwahrlosung – insbesondere seitens der Psychologie – oft als Folge des Verhaltens gesehen:
„Es ist das anhaltende und alle Bereiche des Lebens umfassende Abweichen einer Person von den Erwartungen seiner Umwelt. Sie verhalten sich in allen wesentlichen sozialen und gesellschaftlichen Gebieten außerhalb der Norm und stehen daher nicht selten außerhalb der Gesellschaft, was mit sozialen Diskriminierungen einhergeht. Oft stehen sie unbewusst in Opposition zur geltenden Norm. Verursachung zum Beispiel durch Familie oder kulturelle Bedingungen.“
Von Verwahrlosung betroffen sind meist Menschen, die aufgrund ihres Alters oder ihrer wirtschaftlichen Verhältnisse besonders abhängig sind: Dieses können alte Menschen sein oder Kinder und Jugendliche, aber auch Erwerbslose. In diesem Zusammenhang ist der Begriff Neue Unterschicht besonders umstritten. Es ist in Deutschland jedoch allgemein anerkannt, dass Verwahrlosung oft nicht selbstverschuldet ist.

## Geschichte
In zahlreichen Regimen der Vergangenheit wurde der schwammige Begriff der „Verwahrlosung“ eingesetzt, um ungeliebte Personen und Regimegegner unter Vorwänden aus dem Weg zu räumen.
Einen letzten Höhepunkt in Europa fand dies in der Schweiz. Dort wurden sogenannte „verwahrloste“ Menschen noch bis in die 1980er-Jahre kriminalisiert, zwangsweise hospitalisiert und in einigen Fällen sogar sterilisiert.

## Wirtschaftliche Betrachtung
Im Armutsbericht der deutschen Bundesregierung wird der Begriff Verwahrlosung im Zusammenhang mit Arbeitslosigkeit, Armut und Hilfsbedürftigkeit genannt. Dabei werden auch die Wohnverhältnisse und das soziale Umfeld betrachtet.

## Kindeswohl
Das Grundgesetz für die Bundesrepublik Deutschland verwendet den Begriff der Verwahrlosung in den Artikeln 6 und 11. In Artikel 6 (3) nennt es die drohende Verwahrlosung von Kindern als einen Grund, weswegen – aber nur auf Grund eines Gesetzes – Kinder gegen den Willen der Erziehungsberechtigten von der Familie getrennt werden dürfen; in Artikel 11 (2) nennt es den Schutz der Jugend vor Verwahrlosung als einen Grund, weswegen – aber nur durch Gesetz oder auf Grund eines Gesetzes – die Freizügigkeit aller Deutschen im ganzen Bundesgebiet eingeschränkt werden darf.